# Емблема Керали
Емблема Керали використовується урядом Керали для представлення штату в усій офіційній кореспонденції. Емблема зображує двох слонів, які охороняють державний герб Індії та Шанха Шрі Падманабхасвамі згідно з історією Керали.

## Опис

Священний шанкха на прапорі Траванкору, Індія

Офіційна емблема Керали є похідною версією королівського герба Королівства Траванкор. Державна емблема символізує двох слонів, які охороняють державну емблему Індії та емблему Королівства Транванкор (скручена праворуч срібна раковина шанха (Turbinella pyrum)). Нинішня емблема Керали була прийнята в 1960 році, коли до влади прийшов уряд Паттома А. Тану Піллая після усунення комуністичного уряду урядом Союзу.

### Зміни в гербі
Уряд Керали змінив свою офіційну емблему. Зміни, за рекомендацією комітету, який розглядав це питання, були внесені, щоб привести державну емблему в гармонію з національною емблемою, оскільки уряд Індії використовує фразу «Satyameva Jayate» під чотирма левами, що стоять спиною до назад, йдеться в офіційному релізі.
У попередній версії «Satyameva Jayate» було написано під двома слонами, які салютують, після слів «Уряд Керали». Окрім цього, комітет також запропонував збільшити розмір шрифтів для написання уряду Керали як малаяламською, так і англійською.
Наказом від 3 січня 2011 року Департамент загального управління перемістив національний девіз з основи герба на основу державного герба зверху відповідно до Державного герба. Розпорядження ґрунтувалося на рекомендації Комісії з питань офіційної мови (законодавчої). Хоча Комісія також запропонувала залишити лише малаяламську версію «Kerala Sarkar», це не було прийнято через те, що емблема також використовується для офіційного спілкування з Центром та урядами різних штатів.
Уряд попросив усі департаменти включити зміни, коли вони будуть використовувати символ у майбутньому, йдеться у релізі. Однак багато відділів досі використовують старий логотип, незважаючи на циркуляр, виданий усім керівникам відділів та іншим.

## Історія

### Стародавня Керала
Найдавніші згадки про національну емблему в Кералі можна віднести до часів імператорських Черас, які правили більшою частиною сучасної Керали до 1102 року нашої ери.

### Середньовічна Керала
Значна частина середньовіччя почалася після поділу імперії Чера останнім імператором Чера, Чераманом Перумалом у 1102 році нашої ери, утворивши численні малі феодальні держави та більші королівства, такі як Кочі, Заморін, Венад тощо.

#### Малабар
Регіон Малабар складався переважно з двох великих королівств. Першим і найстарішим серед них був Колатунаду (Чіраккал), яким керувала могутня династія Мушика, яка вірила в пряме походження першої лінії імператорів Чера. Над нею зображено прикуту масляну лампу (чангалаваттам), далі над вертикально розміщеним Великим мечем Нандакама, за яким з обох сусідніх сторін слідує Ваакапоову, червона квітка, відома своїм ароматом. Перша велика імперія, яка була сформована в період після Чера під сюзеренітетом Наїр Кінгс, Заморіни з Калікута. Заморіни були першою державою, яка позначила використання офіційного державного герба, який можна регулярно використовувати як ідентифікацію держави в усій офіційній кореспонденції.
Легенда свідчить, що під час поділу Керали останній імператор Чера не віддав жодної землі своєму найбільш довіреному лейтенанту Наїру. Через відчуття провини імператор віддав свій особистий меч (Одавал) і свою улюблену молитовну раковину, яка була розбита, своєму генералу і попросив його зайняти стільки землі, скільки він зможе взяти своєю силою. Генерал заснував державу Кожикоде і створив собі імперію. На знак поваги до імператора Чера Заморіни прийняли логотип із двох схрещених мечів із розбитою раковиною посередині та запаленою лампою над нею. Незабаром знак став офіційною емблемою Малабара до 1766 року нашої ери, коли штат Майсур під проводом Гайдара Алі переміг Заморинів і анексував штат.

### Колоніальна Керала

Найдавніша емблема португальського Кочіна

#### Португальський Кочін
Португальці, після проблем із Заморіном, незабаром зробили своєю столицею Форт Кочін, отримавши екстратериторіальні права від короля Коті. У той час емблемою португальського Кочі був Червоний Щит із зображеннями форту Іммануель (давня назва форту Кочі) з вітрильним колесом на вершині та кораблем, що наступає, що символізує морські відносини Португалії та Індії. Оригінальний логотип, розроблений у Кочі для представлення нового штату, був офіційно представлений у 1510 році після перенесення столиці до португальського штату Гоа.

Емблема голландського Кочіна

#### Голландський Кочін
Голландці під керівництвом Голландської Ост-Індської компанії незабаром прийшли до Кочіна та захопили форт Еммануїл у португальців після битви при Кочі в 1510 році. З цим Кочін потрапив під голландський захист.
Голландський Кочін поділився емблемою Голландської Ост-Індської компанії як офіційною державною емблемою. Емблема була просто монограмою з VOC, абревіатурою Vereenigde Oost-Indische Compagnie. Залишки офіційної емблеми голландського Кочі все ще можна побачити на вершині воріт VOC у форті Кочін, який був головним офісом голландського істеблішменту в Індії.

#### Араккальське царство

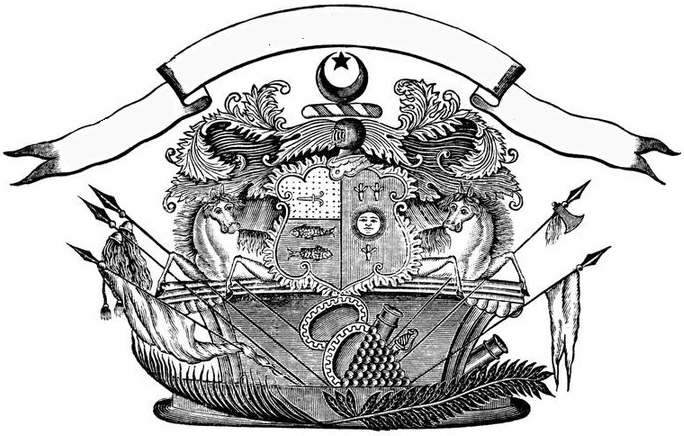
Герб королівства Араккал, музей Араккаль

Королівство Араккал було мусульманським королівством у місті Каннур в районі Каннур (на півночі). У 1819 році королівство було приєднано до Британської Індії.
На гербі були, серед іншого, дві риби, що, ймовірно, натякало на династію Алупа.

#### Королівство Кочін

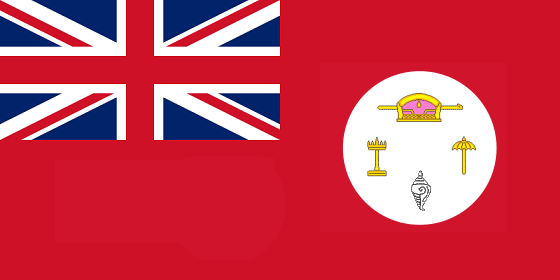
4 символи на торговому прапорі.

Поки португальці, голландці та британці воювали між собою за форт Кочін та союзні володіння, Королівство Кочін зберегло свою автономію та зберегло свою адміністрацію окремо. Королівство Кочін має свою традиційну емблему, що походить від традиційної сім'ї — кочійського царства. Традиційна емблема складається з 4 знаків, а саме: паланкіна, парасольки, світильника та раковини, які представляють аристократію, добробут, процвітання та просвітництво. У 1795 році Сактан Тампуран проголосив офіційне прийняття Державної емблеми Кочіна. У той час як основні елементи 4 ікон були збережені з круглим щитом, прикрашеним круглим лавром із офіційним девізом «Manadhana kula swatah» на санскриті (що означає «Честь — наша сімейна власність»). Нова емблема була визнана британським урядом офіційною емблемою королівства Кочі і регулярно використовувалася в усіх листуваннях і указах держави.
У 1902 році Раджаріші Рама Варма Махараджа змінив державний герб відповідно до своїх західних смаків. Було додано 2 слони-щитотримачі, а також банер під оригінальною емблемою з офіційним девізом англійською мовою разом із зображенням корони Кочі на її гербі. Емблема продовжувала представляти Королівство до 1947 року, коли штат об'єднався з Траванкором, утворивши новий штат Траванкор-Кочі.

#### Королівство Траванкор
Траванкор був заснований у 1729 році під керівництвом Мартанди Варми. З часів Венада для представлення держави використовувалася сімейна емблема Тріппапура Сварупама, а саме раковина шанха. Кмблема раковини широко використовувалася оскільки сімейним божеством був Господь Падманабхасвамі. Мартанда Варма додала до нього два лаврові вінки, щоб прикрасити зображення, яке широко використовувалося на банерах, прапорах, особистих штандартах і монетах до 1948 року.
У 1939 році уряд Траванкора оприлюднив свою нову емблему з двома слонами, які охороняють імперський герб Шанку з прапором під гербом, на якому написано «Шрі Падманабха» шрифтом деванагірі. Новий герб став четвертою редакцією емблеми королівства Траванкор.
Крім того, Траванкор мав герб у західному стилі, нагороджений британським урядом під час Делі Дурбару, а також окремий королівський шифр під час правління кожного монарха, який буде абревіатурою імені правлячого монарха англійською мовою з емблемою Шанку на вершині це.

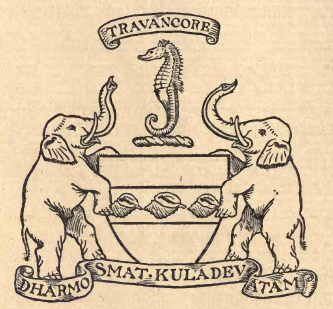
Герб Королівства Траванкор до 1893 року
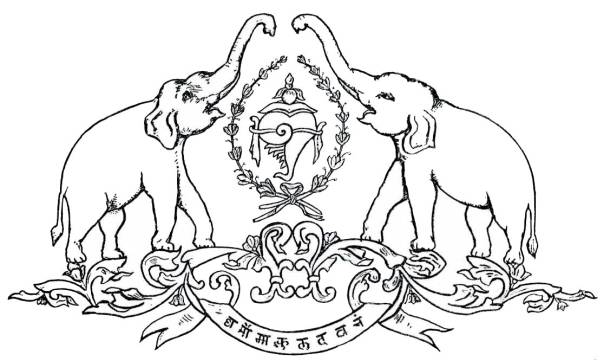
4-й королівський герб Королівства Траванкор до 1948 року

### Сучасна Керала

#### Траванкор-Кочін
У 1948 році Королівства Траванкор і Кочін об'єдналися, щоб утворити штат Траванкор-Кочін у складі Домініону Індії, після того, як вони вирішили приєднатися до Індійського Союзу невдовзі після здобуття Індією незалежності .
Новостворений уряд під керівництвом Парура Т. К. Нараяни Піллаї вирішив прийняти нову емблему держави. Емблема була сумішшю герба Траванкора разом із Індійським союзом, 2 слонами-щитотримачами з індійською Ашока-чакрою посередині та шанку Шрі Падманабхи на вершині з девізом зі словами «Уряд Траванкор-Кочі», написаними англійською мовою. Емблема використовувалася до 1956 року.

#### Комуністична Керала
Після прийняття індійським парламентом Закону про реорганізацію штатів 1956 року штат Керала був утворений шляхом злиття Траванкор-Кочін із Малабаром. Після виборів 1957 року до влади прийшли комуністи на чолі з Е. М. С. Намбоодіріпадом. Новостворений комуністичний уряд вирішив прийняти іншу державну емблему, оскільки використовувана емблема була успадкованою від часів монархії. Державна емблема комуністичного уряду, прийнята в 1957 році, мала зображення індійського слона, який представляв Кочін, 2 раковини на гербі, що представляли Північний і Південний Траванкор відповідно, і дві пальми для Північного і Південного Малабару, оточені гербом з Індійською національною емблемою на вершині.
Однак значна частина громадськості була проти прийняття нової емблеми та рішуче виступала проти. 

#### Сучасність
Після усунення комуністичного уряду від влади в 1959 році новостворений коаліційний уряд на чолі з Конгресом прийняв поточну емблему з незначними змінами оригінального герба Траванкор. Емблема, розроблена комуністичним урядом, була пізніше прийнята поліцією Керали з невеликими змінами для представлення сили.

## Інші версії
Хоча офіційна державна емблема регулюється постановою уряду, прийнятою в 1960 році, деякі урядові відомства використовують її дещо модифіковані версії. Наприклад, Департамент промисловості використовує зубчасте колесо навколо емблеми раковини як щит, тоді як органи місцевого самоврядування, такі як Панчіат тощо, використовують чакру Ашоки як щит навколо Шанку. Спортивна рада Керали замінює традиційний лавр як щит, а також індійську емблему як свою емблему, залишаючи лише 2 слонів і Шанку. Керальська державна дорожньо-транспортна корпорація також використовує герб штату в іншому відтінку та замінює банер літерами KSRTC.
Королівська родина Траванкора використовує колишній Королівський герб Траванкора сьогодні для своїх офіційних цілей, хоча зазвичай імператорський знак Шанку використовується частіше. Тоді як храм Шрі Падманабхасвамі в Трівандрумі використовує лише герб Імперської раковини як герб.

## Урядовий прапор
Уряд Керали може бути представлений прапором із зображенням емблеми штату на білому полі.

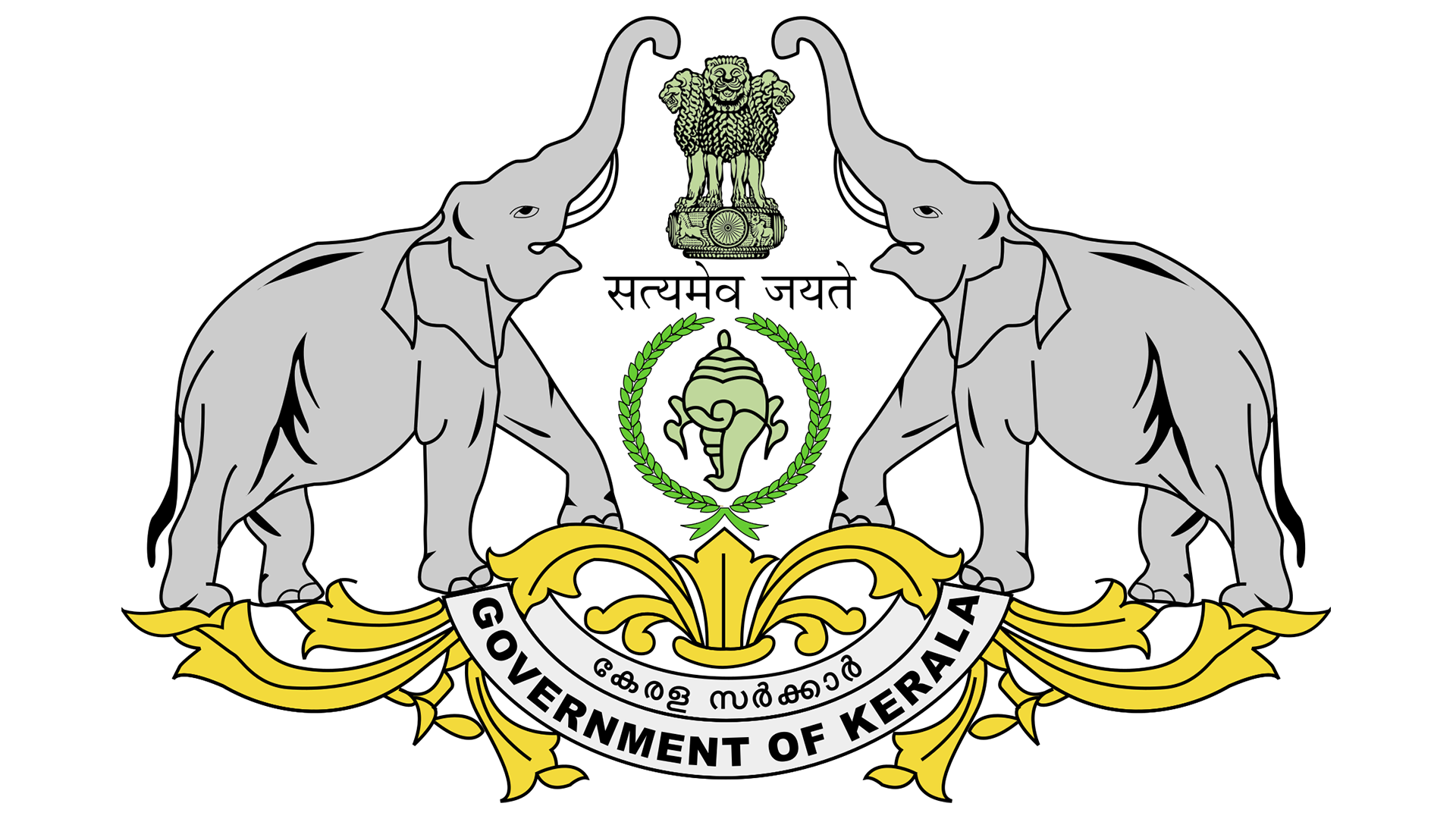
Прапор Керали